# Challain-la-Potherie
Challain-la-Potherie – miejscowość i gmina we Francji, w regionie Kraj Loary, w departamencie Maine i Loara.
Według danych na rok 2010 gminę zamieszkiwało 827 osób, a gęstość zaludnienia wynosiła 17 osób/km².